# Himmelskibet
 For alternative betydninger, se Himmelskibet (flertydig). (Se også artikler, som begynder med Himmelskibet)
Himmelskibet er en dansk science fiction-film og stumfilm fra 1918, produceret af Nordisk Film og instrueret af Holger-Madsen. Filmen er kendt som en af de første science fiction film overhovedet. Filmen var desuden en pacifistisk film, lavet på opfordring af Nordisk Films direktør Ole Olsen, der ville prøve at bevæge de stridende parter i 1. verdenskrig til fred. Himmelskibet blev bl.a. filmet i Faxe Kalkbrud, der skulle illudere Mars.

## Handling
| „ | Himmelskibet er et Forsøg paa gennem Fantasien at foregribe et af de store Fremtids-Problemer, som før eller senere vil paatvinge sig Menneskeaanden. | “ |

Himmelskibet er historien om marinekaptajnen Avanti Planetaros (Gunnar Tolnæs) der gribes af udlængsel og sammen med vennen dr. Krafft (Alf Blütecher) konstruerer et "himmelskib" (Excelsior) der kan flyve i æteren, krydse himmelrummet og flyve til fremmede kloder. Dr. Krafft drives nok så meget af kærlighed til Avantis søster Corona (Zanny Petersen), som han vil imponere med denne enestående bedrift. De udser sig planeten Mars som destination. Imidlertid modarbejdes de af professor Dubius (Frederik Jacobsen) der længe selv uden held har tumlet med samme planer. I misundelse prøver han at latterliggøre himmelskibet som en gal mands drøm, men alligevel melder der sig mænd af rette støbning til at gennemføre ekspeditionen. Avanti tager bevæget afsked med sin søster og med sin fader, videnskabsmanden Planetaros (Nicolai Neiiendam), der følger himmelskibet til det forsvinder i det uendelige rum. Togtet mellem planeterne bliver langt og monotont, og mandskabet foranlediges til modløshed, tvivl og fortvivlelse. Snart tyr en til flasken og overtaler kammeraterne til at gøre ligeså, uagtet at druk er forbudt på togtet. I beruselse gør de mytteri mod Avanti, men netop i samme øjeblik reddes Avanti alligevel af skæbnen. For på Mars har beboerne der overrasket har fulgt dette ukendte fænomen – en himmelflyver i rummet – besluttet at drage det til sig ved hjælp af en kraftstråle. I kraftstrålens magt, skyder himmelskibet nu pludselig en fabelagtig fart gennem æteren og Mars vokser sig hurtigt større. Henrevet og grebet af lykke synker himmelfarerne på knæ og takker Gud.
Sikkert landet på Mars, prøver mandskabet om de kan indånde Mars-atmosfæren, og til deres glæde opdager de at ikke blot kan de indånde luften, men at den tilmed er både styrkende og ren, så de kan lægge deres iltmasker til side. Da de frygter at marsbeboerne kan være fjendtlige og blodtørstige uhyrer, bevæbner Avanti og mandskabet sig med skydevåben og håndgranater, men til deres overraskelse finder de Mars beboet med højerestående væsner, der både åndeligt og sjæleligt er jordbeboerne langt overlegne. Marsmenneskerne er pacifistiske vegetarer, hverken menneske eller dyr er blevet dræbt i årtusinder. Marskvinder føder kun to børn – en dreng og en pige – så risiko for overbefolkning er afskaffet. Jordmenneskerne trænger nu med våben og blodige hensigter ind i denne fredelige verden, og det går nær galt, men heldigvis bliver blodsudgydelser afværget af en kvindes kærlighed. Jordboerne bliver betaget af marsboernes skønne og ædle levevis. Marsboernes leder kaldes for Visdommens Fyrste (Philip Bech). Avanti forelsker sig i Visdommens datter Marya (Lilly Jacobsson), som til gengæld skænker ham sit hjerte fuldt og helt, så meget at hun tilbyder at rejse med tilbage til den ufuldkomne Jord.
I mellemtiden på Jorden antages det at togtet er endt i ulykke. Professor Dubius håner professor Planetaros med dennes søns tåbeligheder, og den gamle mand er ved at gå til i fortvivlelse, da han pludselig i sit teleskop ser nogle lysglimt på Mars. Lysglimt som tilsammen danner stjernebilledet Corona – en besked fra dr. Krafft til hans kæreste Corona, og bevis på at de er i live og togtet er forløbet så vidt succesfuldt.
Efter en stor marsfest vender togtet hjemad med marspigen. På jorden iagttages det tilbagevendende og formodet fortabte himmelskib i alverdens observatorier. Professor Dubius prøver nu pludselig at påstå at han selv hele tiden har troet på og stået bag ekspeditionen, men hans liv får en pludselig ende da han bliver ramt af et lyn. Himmelskibet lander sikkert tilbage på Jorden under almen jubel, og marspigen stiger ned med forhåbningen om at også på Jorden kan freden sejre.

## Medvirkende
| Skuespiller                | Rolle                                              |
| -------------------------- | -------------------------------------------------- |
| Nicolai Neiiendam          | Professor Planetaros, astronom                     |
| Gunnar Tolnæs              | Avanti Planetaros, marinekaptajn, professorens søn |
| Zanny Petersen             | Corona, Avantis' søster og professorens datter     |
| Alf Blütecher              | dr. Krafft, Avantis' ven                           |
| Svend Kornbech             | David Done, amerikaner                             |
| Philip Bech                | Visdommens ældste                                  |
| Lilly Jacobsson            | Marya, Visdommens datter                           |
| Frederik Jacobsen          | Professor Dubius                                   |
| Birger von Cotta-Schønberg | Orientalsk medrejsende i Excelsior                 |
| Harald Mortensen           | En ophidset telegrafist                            |
| Alfred Osmund              | En Mars-præst                                      |
| Nils Asther                | Mars-beboer                                        |
| Peter Jørgensen            |                                                    |
| Aage Lorentzen             |                                                    |

## Titler
Alternative danske titler:
- Excelsior

Udenlandske titler:
- eng. A trip to Mars
- eng. 400 Million Miles from Earth (international uformel titel)
- eng. A Ship to Heaven (international uformel titel)
- eng. A Trip to Mars (international uformel titel)
- eng. Fourteen Million Leagues from Earth (international uformel titel)
- eng. Sky Ship (international uformel titel)
- eng. The Airship (international uformel titel)
- ty. Das Himmelsschiff
- fin. Avaruuslaiva

## Restaurering
Himmelskibet er blevet restaureret i en ny digitaliseret udgave og genudgivet af Det Danske Filminstitut. Den nye udgave kommer i en DVD-samling der også inkluderer stumfilmen Verdens undergang (instruktør August Blom, 1916).